# Стевен Християн Християнович
Христіа́н Христіа́нович Сте́вен (нім. Christian von Steven, нар. 19 січня 1781 — пом. 30 квітня 1863) — російський ботанік і ентомолог шведського походження.

## Біографія
Народився 19 січня 1781 року в місті Фрідріхсгам Виборзької губернії, тепер місто Гаміна (Фінляндія) в родині інспектора митниці. Закінчив народне училище.
У 1792 році вступив до Академії Або, де вивчав давні мови та медицину.
У 1795—1797 роках вивчав медицину й ботаніку в Санкт-Петербурзькому лікарському училищі.
У 1797 році прослухав курс лекцій Гуфеланда та Людера на медичному факультеті Єнського університету в Німеччині.
У 1798 році за наказом імператора Павла I всіх російських студентів було відкликано до Росії. Повернувшись, вступив до Санкт-Петербурзького сухопутного шпиталю, де до відкриття Медико-хірургічної академії викладались медичні науки.

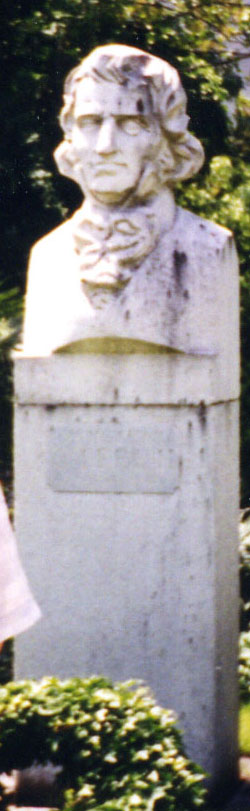
Бюст Х. Х. Стевена в Нікітському ботанічному саду

Отримавши ступінь доктора медицини у 1799 році, Х. Х. Стевен був залишений лікарем при Санкт-Петербурзькому сухопутному шпиталі. Проте в березні 1800 року, на запрошення головного інспектора із шовківництва Кавказької лінії Ф. Біберштейна, зайняв місце помічника інспектора із шовківництва.
15 червня 1803 року відбулось призначення Стевена на посаду помічника інспектора із шовківництва в щойно приєднану до Росії Грузію, куди він і відбув у квітні 1804 року.
У березні 1812 року Стевен був призначений директором Нікітського ботанічного саду в селі Нікіта, в Криму.
На початку 1820 року Стевен відбув у дворічну подорож Європою. Відвідавши Відень, Берлін, Лейпциг, Інсбрук, інші міста Німеччини, Італії, Франції, він досліджував дерева, найпридатніші для заліснення Нікітського ботанічного саду.
Після смерті Ф. Біберштейна у 1826 році Стевен був призначений головним інспектором із шовківництва, тому, за браком часу, був змушений полишити посаду директора Нікітського ботанічного саду.
У 1841 році було створене міністерство державного майна, відповідно до чого посаду, яку обіймав Стевен, перейменовано в інспектора сільського господарства південної Росії. Цю посаду він займав протягом 10 років.
Помер 30 квітня 1863 року в Сімферополі.

## Наукові відзнаки, нагороди і почесні звання
У 1815 році Х. Х. Стевен був обраний членом-кореспондентом Королівської шведської академії наук.
У 1849 році обраний почесним членом-кореспондентом Петербурзької академії наук.
Обраний почесним членом: Київський, Дерптський, Казанський і Гельсингфорський університети, Московське товариство дослідників природи, Фінляндське товариство наук та Штетінське ентомологічне товариство.
У 1996 році в Сімфероплі був відкритий Пам'ятник Стевенам.

## Праці
- Monographia Pedicularis, 1822.
- Verzeichnis der auf der taurischen Halbinsel wildwachsenden Pflanzen, 1856—1857.

## Витоки
- Прес-центр
- Християн Стевен [Архівовано 26 серпня 2013 у Wayback Machine.]
- Стевен(рос.) [Архівовано 29 квітня 2013 у Wayback Machine.]